# Strong Arm of the Law
Strong Arm of the Law (ang. Silne Ramię Prawa) – trzeci album studyjny brytyjskiej heavymetalowej grupy Saxon, wydany w październiku 1980 roku.

## Lista utworów
Wszystkie piosenki napisane przez Byford/Quinn/Oliver/Dawson/Gill.
1. "Heavy Metal Thunder" – 4:20
2. "To Hell and Back Again" – 4:44
3. "Strong Arm of the Law" – 4:39
4. "Taking Your Chances" – 4:19
5. "20,000 Ft." – 3:16
6. "Hungry Years" – 5:18
7. "Sixth Form Girls" – 4:19
8. "Dallas 1 PM" – 6:29

## Twórcy
- Biff Byford - śpiew
- Graham Oliver - gitara
- Paul Quinn - gitara
- Steve Dawson - gitara basowa
- Pete Gill - perkusja